# Liste des conseillers régionaux du Rhône
Pour un article plus général, voir Conseil régional d'Auvergne-Rhône-Alpes.
 (août 2025).
Si vous disposez d'ouvrages ou d'articles de référence ou si vous connaissez des sites web de qualité traitant du thème abordé ici, merci de compléter l'article en donnant les références utiles à sa vérifiabilité et en les liant à la section « Notes et références ».
Les conseillers régionaux du Rhône sont élus dans le cadre des élections régionales pour siéger au conseil régional d'Auvergne-Rhône-Alpes. À la suite de la création de la métropole de Lyon le 1er janvier 2015, ces deux collectivités territoriales élisent séparément leurs représentants au conseil régional d'Auvergne-Rhône-Alpes aux élections des 6 et 13 décembre 2015. Pour la liste des représentants de la métropole, voir la liste des conseillers régionaux de la métropole de Lyon.

## Mandature 2021-2028
Le Rhône compte 12 conseillers régionaux au niveau du département sur les 204 élus du conseil régional d'Auvergne-Rhône-Alpes.
| Groupe politique                                              | Nom               | Parti | Parti                                              |
| ------------------------------------------------------------- | ----------------- | ----- | -------------------------------------------------- |
| Les Républicains, Divers-Droite, Société Civile et apparentés | Claire Peigné     |       | LR                                                 |
| Les Républicains, Divers-Droite, Société Civile et apparentés | Jérôme Banino     |       | DVD                                                |
| Les Républicains, Divers-Droite, Société Civile et apparentés | Bernard Perrut    |       | LR                                                 |
| Les Républicains, Divers-Droite, Société Civile et apparentés | Sophie Cruz       |       | LR                                                 |
| Les Républicains, Divers-Droite, Société Civile et apparentés | Paul Vidal        |       | LR                                                 |
| Les Républicains, Divers-Droite, Société Civile et apparentés | Renaud Pfeffer    |       | LR                                                 |
| Les Républicains, Divers-Droite, Société Civile et apparentés | Jérémy Thien      |       | LR                                                 |
| Les Républicains, Divers-Droite, Société Civile et apparentés | Colette Darphin   |       | UDI                                                |
| Les Républicains, Divers-Droite, Société Civile et apparentés | Catherine Staron  |       | DVD                                                |
| PRG                                                           | Bernard Chaverot  |       | PRG                                                |
| Les Écologistes                                               | Cécile Michel     |       | EÉLV                                               |
| Libertés Identité Souveraineté                                | Christophe Boudot |       | RN (2021-2022) REC (depuis 2022) IDL (depuis 2024) |

## Mandature 2015-2021
Le Rhône compte 13 conseillers régionaux au niveau du département sur les 204 élus du conseil régional d'Auvergne-Rhône-Alpes.
| Groupe politique                                      | Nom                  | Parti | Parti            |
| ----------------------------------------------------- | -------------------- | ----- | ---------------- |
| Les Républicains, divers droite et société civile     | Béatrice Berthoux    |       | Les Républicains |
| Les Républicains, divers droite et société civile     | Patrice Verchère     |       | Les Républicains |
| Les Républicains, divers droite et société civile     | Christine Hernandez  |       | Les Républicains |
| Les Républicains, divers droite et société civile     | Sophie Cruz          |       | Les Républicains |
| Les Républicains, divers droite et société civile     | Paul Vidal           |       | Les Républicains |
| Les Républicains, divers droite et société civile     | Nicole Vagnier       |       | Les Républicains |
| Les Républicains, divers droite et société civile     | Jérémy Thien         |       | Les Républicains |
| Centre et indépendants                                | Dominique Despras    |       | MoDem            |
| Parti radical de gauche                               | Bernard Chaverot     |       | PRG              |
| Socialistes, démocrates, écologistes et apparentés    | Christiane Constant  |       | PS               |
| Rassemblement des citoyens, écologistes et solidaires | Jean-Charles Kolhaas |       | EÉLV             |
| Front national                                        | Jean-Pierre Barbier  |       | FN               |
| Front national                                        | Agnès Marion         |       | FN               |

### Élu membre de l'exécutif
- Béatrice Berthoux (LR), 3e vice-présidente déléguée aux lycées ;
- Dominique Despras (MoDem), 10e vice-président délégué aux politiques sociales, à la santé et à la famille à partir d'octobre 2017.

## Mandature 2010-2015
Le Rhône, ainsi que la métropole de Lyon sur les derniers mois de la mandature, comptent 40 conseillers régionaux sur les 157 élus qui composent l'assemblée du conseil régional de Rhône-Alpes, issue des élections des 14 et 21 mars 2010.

### Répartition par groupe politique
| Groupe politique                                                                             | Nom                       |  | Parti |
| -------------------------------------------------------------------------------------------- | ------------------------- |  | ----- |
| Groupe Socialiste, Écologiste et Apparentés (PSEA)                                           | Hélène Blanchard          |  | PS    |
| Groupe Socialiste, Écologiste et Apparentés (PSEA)                                           | Farida Boudaoud           |  | PS    |
| Groupe Socialiste, Écologiste et Apparentés (PSEA)                                           | Thérèse Corompt           |  | PS    |
| Groupe Socialiste, Écologiste et Apparentés (PSEA)                                           | Yann Crombecque           |  | PS    |
| Groupe Socialiste, Écologiste et Apparentés (PSEA)                                           | Philippe Lacondemine      |  | DVG   |
| Groupe Socialiste, Écologiste et Apparentés (PSEA)                                           | Guy Palluy                |  | PS    |
| Groupe Socialiste, Écologiste et Apparentés (PSEA)                                           | Sarah Peillon             |  | PS    |
| Groupe Socialiste, Écologiste et Apparentés (PSEA)                                           | Gwendal Peizerat          |  | DVG   |
| Groupe Socialiste, Écologiste et Apparentés (PSEA)                                           | Florence Perrin           |  | PS    |
| Groupe Socialiste, Écologiste et Apparentés (PSEA)                                           | Raymonde Poncet           |  | PS    |
| Groupe Socialiste, Écologiste et Apparentés (PSEA)                                           | Jean-Jack Queyranne       |  | PS    |
| Groupe Socialiste, Écologiste et Apparentés (PSEA)                                           | Hilda Tchoboian           |  | PS    |
| Groupe Europe Écologie Les Verts (EELV)                                                      | Fatiha Benahmed           |  | EÉ    |
| Groupe Europe Écologie Les Verts (EELV)                                                      | Valérie Bonicalzi-Herrero |  | EÉ    |
| Groupe Europe Écologie Les Verts (EELV)                                                      | Monique Cosson            |  | EÉ    |
| Groupe Europe Écologie Les Verts (EELV)                                                      | Marie-Noëlle Frery        |  | EÉ    |
| Groupe Europe Écologie Les Verts (EELV)                                                      | Jean-Charles Kohlhaas     |  | EÉ    |
| Groupe Europe Écologie Les Verts (EELV)                                                      | Cyril Kretzschmar         |  | EÉ    |
| Groupe Europe Écologie Les Verts (EELV)                                                      | Philippe Meirieu          |  | EÉ    |
| Groupe Europe Écologie Les Verts (EELV)                                                      | Véronique Moreira         |  | EÉ    |
| Groupe Europe Écologie Les Verts (EELV)                                                      | Étienne Tête              |  | EÉ    |
| Groupe Europe Écologie Les Verts (EELV)                                                      | Elvan Uca                 |  | EÉ    |
| Front de Gauche, Ensemble, Communistes Parti de Gauche, Gauche unitaire et partenaires (FdG) | Armand Creus              |  | GU    |
| Front de Gauche, Ensemble, Communistes Parti de Gauche, Gauche unitaire et partenaires (FdG) | Danielle Lebail           |  | PCF   |
| Front de Gauche, Ensemble, Communistes Parti de Gauche, Gauche unitaire et partenaires (FdG) | Patrice Voir              |  | PCF   |
| Union de la Droite et du Centre et Apparentés (UDC-APP)                                      | Pierre Bérat              |  | UMP   |
| Union de la Droite et du Centre et Apparentés (UDC-APP)                                      | Jean-Loup Fleuret         |  | NC    |
| Union de la Droite et du Centre et Apparentés (UDC-APP)                                      | Séverine Fontanges        |  | UMP   |
| Union de la Droite et du Centre et Apparentés (UDC-APP)                                      | Fabienne Lévy             |  | PRV   |
| Union de la Droite et du Centre et Apparentés (UDC-APP)                                      | Patrick Louis             |  | MPF   |
| Union de la Droite et du Centre et Apparentés (UDC-APP)                                      | Philippe Meunier          |  | UMP   |
| Union de la Droite et du Centre et Apparentés (UDC-APP)                                      | Jérôme Moroge             |  | UMP   |
| Union de la Droite et du Centre et Apparentés (UDC-APP)                                      | Claude Reynard            |  | UMP   |
| Union de la Droite et du Centre et Apparentés (UDC-APP)                                      | Joëlle Sangouard          |  | UMP   |
| Union de la Droite et du Centre et Apparentés (UDC-APP)                                      | Jérémy Thien              |  | UMP   |
| Union de la Droite et du Centre et Apparentés (UDC-APP)                                      | Nicole Vagnier            |  | UMP   |
| Front National                                                                               | Christophe Boudot         |  | FN    |
| Front National                                                                               | Liliane Boury             |  | FN    |
| Front National                                                                               | Blanche Chaussat          |  | FN    |
| Front National                                                                               | André Morin               |  | FN    |

## Mandature 2004-2010
Les 41 conseillers régionaux du Rhône élus lors des élections des 21 et 28 mars 2004.
- PS : Jean-Jack Queyranne, Christiane Demontès, Thierry Philip, Farida Boudaoud, Sylvie Guillaume, Pascale Crozon, Roger Fougères, Guy Palluy, Thérèse Corompt, Najat Vallaud-Belkacem, Yvon Deschamps, Jean-Vincent Jehanno, Henri Jacot
- UMP : Emmanuel Hamelin, Laure Dagorne, Fabienne Lévy, Christophe Guilloteau, Jean Girma, Danielle Noir, Claude Reynard, François Turcas
- Les Verts : Étienne Tête, Marguerite-Marie Chichereau-Dinguirard, Éric Arnou, Jean-Charles Kohlhaas, Hélène Blanchard, Véronique Moreira
- FN : Bruno Gollnisch, Liliane Boury, Emmanuel Roman, Marie-Christine de Penfentenyo, Jean-Pierre Barbier
- UDF : Anne-Marie Comparini, Joseph Giroud, Anne-Sophie Condemine, Jean-Loup Fleuret
- PCF : Marie-France Vieux-Marcaud, François Auguste, Christiane Puthod, Sabïha Ahmine
- PRG : Thierry Braillard

## Mandature 1998-2004 - Les 43 conseillers régionaux duRhôneélus lors des élections du 15 mars 1998
- Liste RPR-UDF
  - Groupe ORA - RPR/UDF Indépendants, Oui à Rhône-Alpes : Patrick Louis, Charles Millon, François Turcas, Michel Vaté, Amaury Nardone, Pascal Ronziere
  - Groupe RPR - Rassemblement pour la Région Rhône-Alpes : Emmanuel Hamelin, Marie-Thérèse Geffroy, Christophe Guilloteau, Jean-Louis Bellaton, Florence Kuntz
  - Groupe UDF et Apparentés pour Rhône-Alpes : Anne-Marie Comparini, Fabienne Lévy, Jean-Loup Fleuret, Max Vincent, Jean-Pierre Calvel
- Liste Gauche Plurielle
  - Groupe PS-PRG-DVG et Apparentés : Sylvie Guillaume, Jean-Jack Queyranne, Pascale Crozon, Thierry Braillard, Marie-Françoise Roset, René Beauverie, Christiane Demontès, Yvon Deschamps, Roger Fougeres, Annie Guillemot
  - Groupe des Conseillers régionaux Communistes et Républicains de Rhône-Alpes : Jean-Pierre Brunel, Marie-France Vieux-Marcaud, René Chevailler
  - Groupe Les Verts : Étienne Tête, Marguerite-Marie Chichereau
- Liste Front National
  - Groupe des élus Divers droite : Alain Breuil, Denis de Bouteiller, Jean-Paul Henry, Richard Morati
  - Groupe Front National : Bruno Gollnisch, Liliane Boury, Marie-Christine de Penfentenyo
  - Groupe MNR élu sous l'étiquette FN : Pierre Vial, Michèle Morel, Thierry Derocles, Philippe Dumez

Gérard Collomb, Marc Fraysse (élu de Droite non apparenté à un groupe politique)

## Mandature 1992-1998
Étienne Tête, Bruno Gollnisch, Bernard Perrut, Michel Mercier, Gérard Collomb, Jacky Darne, Christiane Demontès

## Mandature 1986-1992
Raymond Barre, Bruno Gollnisch, Jean-Paul Bret, Christian Philip, Jacky Darne,